# Шимко, Максим Николаевич
Максим Николаевич Шимко (укр. Максим Миколайович Шимко; 21 октября 1979, Винница — 20 февраля 2014, Киев) — активист Евромайдана. Герой Украины (2014, посмертно).

## Награды
- Звание Герой Украины с удостаиванием ордена «Золотая Звезда» (21 ноября 2014 года, посмертно) — за гражданское мужество, патриотизм, героическое отстаивание конституционных принципов демократии, прав и свобод человека, самоотверженное служение Украинскому народу, проявленные во время Революции достоинства[1]
- Медаль «За жертвенность и любовь к Украине» (УПЦ КП, июнь 2015) (посмертно)[2]